# Новоуспеновское
Новоуспеновское (укр. Новоуспенівське) — село,
Успеновский сельский совет,
Гуляйпольский район,
Запорожская область,
Украина.
Код КОАТУУ — 2321887504. Население по переписи 2001 года составляло 55 человек.

## Географическое положение
Село Новоуспеновское находится на расстоянии в 1 км от села Новое.
По селу протекает пересыхающий ручей.